# Municipio Yapacaní
Das Municipio Yapacaní ist ein Verwaltungsbezirk im Departamento Santa Cruz im südamerikanischen Anden-Staat Bolivien.

## Lage im Nahraum
Das Municipio Yapacaní ist eines von vier Municipios der Provinz Ichilo und umfasst die östlichen und nordöstlichen Bereiche der Provinz. Es grenzt im Norden an das Departamento Beni, im Westen an das Departamento Cochabamba, im Südwesten an die Provinz Manuel María Caballero, im Süden an das Municipio Buena Vista, im Osten an das Municipio San Juan de Yapacaní und im Nordwesten die Provinz Guarayos und die Provinz Obispo Santistevan.
Das Municipio erstreckt sich zwischen etwa 15° 49' und 17° 35' südlicher Breite und 63° 50' und 64° 50' westlicher Länge, seine Ausdehnung von Westen nach Osten beträgt bis zu 75 Kilometer und von Norden nach Süden bis zu 200 Kilometer.
Das Municipio umfasst 193 Gemeinden (localidades), der zentrale Ort des Municipios ist die Stadt Yapacaní mit 30.952 Einwohnern (Volkszählung 2012) im südöstlichen Teil des Municipios.

## Geographie
Das Municipio Yapacaní liegt am westlichen Rand des bolivianischen Tieflandes vor der Cordillera Oriental und umfasst sowohl Teile der Voranden-Ketten als auch Teile des Tieflandes. Das Klima ist subtropisch und das ganze Jahr über humid.
Die mittlere Durchschnittstemperatur der Region liegt bei etwa 24 °C (siehe Klimadiagramm Santa Fe de Yapacaní) und schwankt nur unwesentlich zwischen 20 und 21 °C im Juni und Juli und 26 bis 27 °C von November bis Februar. Der Jahresniederschlag beträgt etwa 1800 mm, die Sommermonate von Oktober bis März weisen mittlere Monatsniederschläge zwischen 150 und 300 mm auf.

## Bevölkerung
Die Einwohnerzahl des Municipios ist zwischen 1992 und 2024 auf fast das Dreifache angestiegen:
| Jahr | Einwohner | Quelle       |
| ---- | --------- | ------------ |
| 1992 | 20.353    | Volkszählung |
| 2001 | 31.538    | Volkszählung |
| 2012 | 50.558    | Volkszählung |
| 2024 | 57.683    | Volkszählung |

Die Bevölkerungsdichte des Municipios bei der letzten Volkszählung von 2024 betrug 6,0 Einwohner/km². Der Alphabetisierungsgrad bei den über 15-Jährigen war von 79,4 Prozent (1992) auf 87,1 Prozent im Jahr 2001 angestiegen. Die Lebenserwartung der Neugeborenen im Jahr 2001 betrug 65,3 Jahre, die Säuglingssterblichkeit war von 6,7 Prozent (1992) auf 5,7 Prozent im Jahr 2001 zurückgegangen.
93,1 Prozent der Bevölkerung sprechen Spanisch, 50,4 Prozent sprechen Quechua, 1,5 Prozent Aymara, 0,3 Prozent Guaraní und 0,3 Prozent andere indigene Sprachen. (2001)
51,5 Prozent der Bevölkerung haben keinen Zugang zu Elektrizität, 23,5 Prozent leben ohne sanitäre Einrichtung (2001).
66,6 Prozent der 6.751 Haushalte besitzen ein Radio, 39,1 Prozent einen Fernseher, 59,9 Prozent ein Fahrrad, 8,1 Prozent ein Motorrad, 9,7 Prozent ein Auto, 19,9 Prozent einen Kühlschrank, und 10,1 Prozent ein Telefon. (2001)

## Politik
Ergebnis der Regionalwahlen (concejales del municipio) vom 4. April 2010:
| Wahl- berechtigte |  | Wahl- beteiligung | gültige Stimmen |  | MAS-IPSP | MSM    | TODOS |
| ----------------- |  | ----------------- | --------------- |  | -------- | ------ | ----- |
| 21.556            |  | 17.688            | 13.901          |  | 8.621    | 4.245  | 1.035 |
|                   |  | 82,1 %            | 78,6 %          |  | 62,0 %   | 30,5 % | 7,4 % |

Ergebnis der Regionalwahlen (elecciones de autoridades políticas) vom 7. März 2021:
| Wahl- berechtigte |  | Wahl- beteiligung | gültige Stimmen |  | MAS-IPSP | CREEMOS | SOL    | ASIP   | UNIDOS | MNR    |
| ----------------- |  | ----------------- | --------------- |  | -------- | ------- | ------ | ------ | ------ | ------ |
| 33.450            |  | 28.825            | 26.442          |  | 20.410   | 4.449   | 592    | 464    | 443    | 84     |
|                   |  | 86,17 %           | 91,73 %         |  | 77,19 %  | 16,83 % | 2,24 % | 1,75 % | 1,68 % | 0,32 % |

## Gliederung
Das Municipio Yapacaní untergliederte sich bei der letzten Volkszählung von 2012 nicht weiter in Kantone (cantones).

## Ortschaften
- Municipio Yapacaní
  - Yapacaní 30.952 Einw. - San Germán 2312 Einw. - San Juan Campo Víbora 945 Einw. - Nuevo Horizonte - Yapacaní 883 Einw. - San Isidro Choré 858 Einw. - Nuevo Horizonte 670 Einw. - El Palmar 583 Einw. - Puerto Avaroa Faja Central 555 Einw. - Puerto Grether 170 Einw.